# Chánh Mỹ
Chánh Mỹ là một phường thuộc thành phố Thủ Dầu Một, tỉnh Bình Dương, Việt Nam.

## Địa lý
Phường Chánh Mỹ nằm ở phía tây thành phố Thủ Dầu Một, có vị trí địa lý:
- Phía đông giáp phường Hiệp Thành và phường Phú Cường
- Phía tây và phía nam giáp Thành phố Hồ Chí Minh qua sông Sài Gòn
- Phía bắc giáp phường Tương Bình Hiệp.

Phường Chánh Mỹ có diện tích 6,89 km², dân số năm 2021 là 12.163 người, mật độ dân số đạt 1.766 người/km²

## Hành chính
Phường Chánh Mỹ được chia thành 9 khu phố: Chánh Lộc 1, Chánh Lộc 2, Chánh Lộc 3, Chánh Lộc 4, Chánh Lộc 5, Chánh Lộc 6, Chánh Lộc 7, Mỹ Hảo 1, Mỹ Hảo 2.

## Lịch sử
Dưới thời Pháp thuộc, địa bàn phường Chánh Mỹ hiện nay thuộc làng Chánh Hiệp, tổng Bình Điền, quận Châu Thành, tỉnh Thủ Dầu Một. Làng Chánh Hiệp được hình thành trên cơ sở sáp nhập hai làng có từ thời Nguyễn là Chánh An và Chánh Thiện.
Năm 1956, chính quyền Việt Nam Cộng hòa chia tỉnh Thủ Dầu Một thành ba tỉnh Bình Dương, Bình Long và Phước Long. Lúc này, Chánh Hiệp là một xã thuộc quận Châu Thành, tỉnh Bình Dương.
Về phía chính quyền cách mạng, tháng 8 năm 1948, Ủy ban kháng chiến hành chính Nam Bộ quyết định thành lập thị xã Thủ Dầu Một trên cơ sở tách hai xã Chánh Hiệp và Phú Cường thuộc quận Châu Thành. Từ đó, xã Chánh Hiệp thuộc thị xã Thủ Dầu Một cho đến năm 1975.
Sau năm 1975, một phần diện tích và dân số của xã Chánh Hiệp được sáp nhập vào phường Phú Cường mới thành lập. Đồng thời, phần còn lại của xã Chánh Hiệp được chia thành hai đơn vị hành chính mới là phường Hiệp Thành và xã Chánh Mỹ thuộc thị xã Thủ Dầu Một.
Từ ngày 2 tháng 5 năm 2012, xã Chánh Mỹ thuộc thành phố Thủ Dầu Một mới thành lập.
Ngày 29 tháng 12 năm 2013, Chính phủ ban hành Nghị quyết 136/NQ-CP. Theo đó, thành lập phường Chánh Mỹ trên cơ sở toàn bộ 690,37 ha diện tích tự nhiên và 10.715 người của xã Chánh Mỹ.